# Temandang
Temandang is een bestuurslaag in het regentschap Tuban van de provincie Oost-Java, Indonesië. Temandang telt 3300 inwoners (volkstelling 2010).